# عزام الهنيدي
عزام الهنيدي نائب سابق في مجلس النواب الاردني الرابع عشر والخامس عشر ونقيب سابق في نقابة المهندسين الاردنيين
, عضو لجنة مؤقتة لإدارة جماعة الإخوان المسلمون في الأردن 11 يونيو 2016

## آخر وظيفة شغلها
شغل منصب مدير الدائرة الهندسية في المستشفى الاسلامي في الأردن

## حياته البرلمانية
نائب سابق في مجلس النواب الأردني الرابع عشر والخامس عشر (2003-2007),(2007-2010) لدورتين متتاليتين عن حزب جبهة العمل الإسلامي الأردني. العضوية في اللجان النيابية: لجنة الطاقة والثروة المعدنية والعضوية في الكتل البرلمانية: كتلة جبهة العمل الإسلامي.
شغل منصب عضو مجلس الهيئة التنفيذية ل المنتدى العالمي لللبرلمانيين الاسلاميين،
ونائب رئيس اتحاد المنظمات الهندسية في الدول الاسلامية سابقا

## نقابة المهندسين الأردنيين
نقيب سابق في نقابة المهندسين الاردنيين المجلس ال21(1998-2000) و المجلس ال22(2000-2002)
وشغل منصب الامين العام ل اتحاد المهندسين العرب سابقا ورئيس نادي المهندسين سابقا في نقابة المهندسين الاردنيين

## أعمال أخرى
عضو الهيئة الادارية ل نادي اليرموك وعضو جمعية المحافظة على القرآن الكريم (الأردن) سابقا.
يشغل الآن منصب نائب رئيس مجلس إدارة جريدة الدستور الأردنية.
وعضو لجنة مؤقتة لإدارة جماعة الإخوان المسلمون في الأردن 11 يونيو 2016

## وصلات خارجية
- جريدة الدستور الأردنية

دليل الحياة السياسية
مرصد البرلمان الأردني